# 拉科特歐費

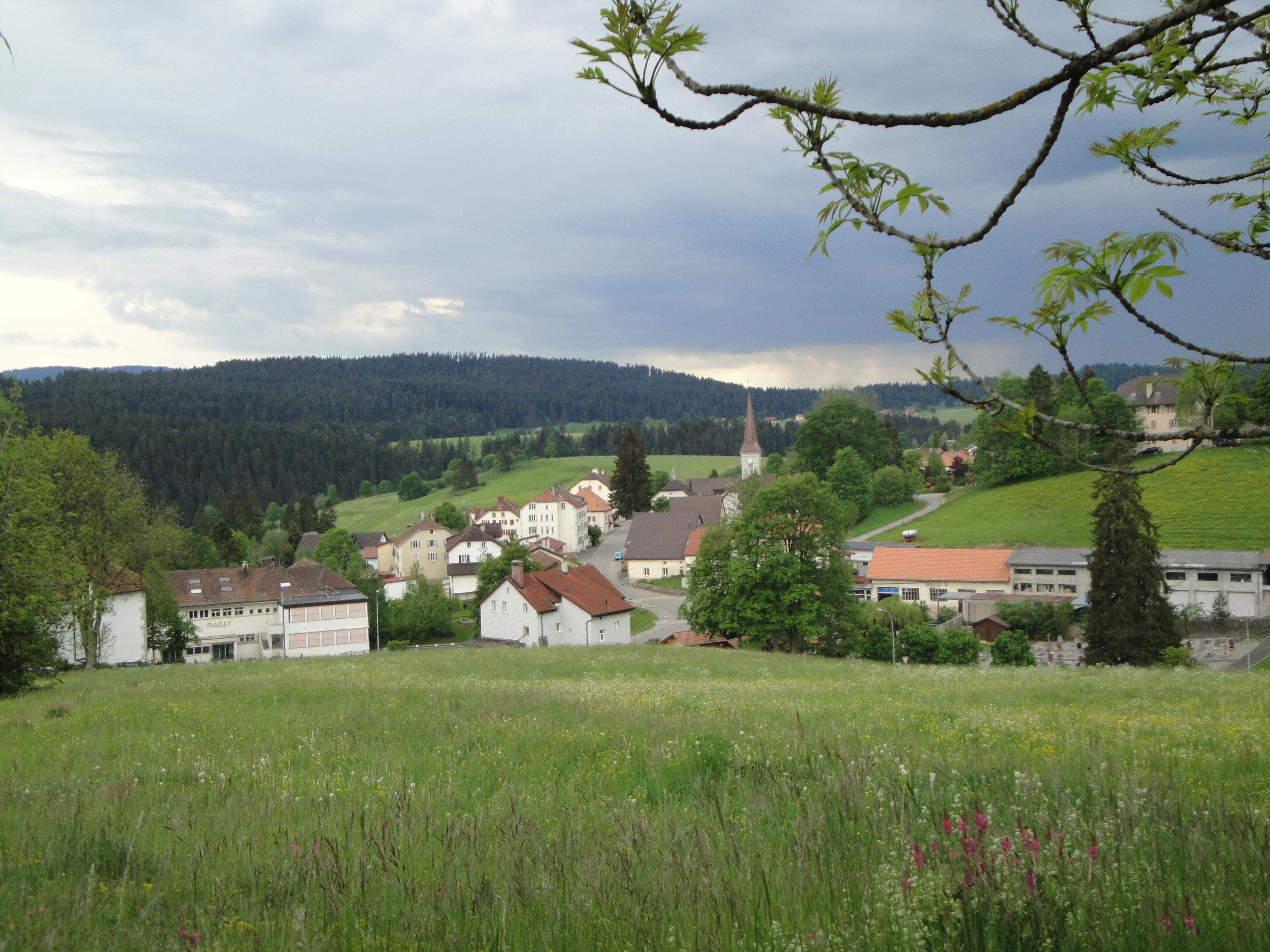

拉科特歐費（法語：La Côte-aux-Fées，法語發音：[la kot o fe]）是瑞士納沙泰爾州的市镇，位於該國西部，面積12.85平方公里，海拔高度1,041米，2011年人口440，一半人口信奉基督教，人口密度每平方公里34人。